# Stadt Radolfzell (Schiff, 1994)
Das Motorschiff Stadt Radolfzell, ehemals Königin Katharina, ist ein auf dem Bodensee verkehrendes Passagierschiff der Bodensee-Schiffsbetriebe Konstanz.

## Geschichte
Im Jahre 1993 gab die Deutsche Bundesbahn ein Motorschiff von der Größe der für die Schweizerische Schifffahrtsgesellschaft Untersee und Rhein (URh) gebauten Schaffhausen bei der Deutsche Binnenwerften GmbH (DBW) mit Bauwerft in Genthin am Elbe-Havel-Kanal in Auftrag. Als Bauverfahren wurde die Sektionsbauweise gewählt. Die Kiellegung für die ersten Sektion erfolgte am 14. Dezember 1993 in der Werft Genthin. Im Frühjahr 1994 wurden die Sektionen von Sachsen-Anhalt nach Fußach im österreichischen Vorarlberg transportiert. Dort erfolgte der schwimmfähige Zusammenbau der Sektionen mit Unterstützung der Österreichische Schiffbau- und Werft AG (ÖSWAG), Linz. Anschließend wurde das Schiff zur Endmontage in die BSB-Werft in Friedrichshafen überstellt. Das Schiff gleicht äußerlich ein wenig dem großen Motorschiff Graf Zeppelin.
Offizieller Stapellauf war der 28. April 1994. Allerdings konnte das Schiff zu diesem Zeitpunkt noch nicht zu Wasser gelassen werden, dies erfolgte erst einige Wochen später. Die Schiffstaufe auf den Namen „Königin Katharina“ nach der Königin Katharina von Württemberg (1788–1819) und die Jungfernfahrt fanden am 18. Juni 1994 statt.
Das Schiff war ursprünglich für Kurs- und Sonderfahrten auf Untersee und Rhein geplant und wurde zunächst auch dort zusammen mit dem Motorschiff Reichenau eingesetzt. Seit 1999 kam die „Kathi“, wie das Schiff bei den Einheimischen genannt wird, überwiegend im Charter-, Kurs- und Rundfahrtenverkehr in Lindau zum Einsatz. 
Im Frühsommer 2003 wurde die Königin Katherina nach Lindau verlegt, wo sie die Rundfahrten und Kursfahrten nach Rorschach für die Lindau übernahm. Im gleichen Jahr belegte das Schiff zusammen mit der Graf Zeppelin den dritten Platz beim Blauen Band des Bodensees.
Im Winter 2005/2006 lag das Schiff aufgrund des Rekordniedrigwassers wochenlang in der BSB-Werft in Friedrichshafen fest und konnte wegen des geringen Wasserstandes nicht zurück in den Bodensee. In der Saison 2006 fuhr das Schiff den Schnellkurs ab Bregenz zur Insel Mainau. Im Winterhalbjahr 2006/2007 wurde die Königin Katharina in der BSB-Werft überholt.
Am 14. Oktober 2014 fuhr das Schiff aus bisher noch ungeklärter Ursache gegen die Hafenbegrenzung im Hafen Konstanz und verursachte dort einen Schaden von etwa 20.000 Euro.
Die Königin Katharina wurde für Sonderfahrten auf dem ganzen Bodensee mit Untersee und Rhein eingesetzt.
Anlässlich der 750-Jahr-Feier der Stadt Radolfzell wurde das Schiff am 28. März 2017 in einem kleinen Festakt in „Stadt Radolfzell“ umgetauft. Es hat seitdem – nach 18 Jahren Abwesenheit – wieder Radolfzell als Heimathafen und wird für Kursfahrten auf dem Untersee eingesetzt.